# Claude Barras
Claude Barras (nascut el 1973) és un director, productor i escriptor suís.
Barras va néixer a Sierre, Suïssa. Va estudiar il·lustració i infografia a l'escola Emile Cohl de Lió i infografia 3D a l'ECAL. Després es va llicenciar en antropologia i imatges digitals per la Universitat Lumière-Lyon-II. Treballa com a il·lustrador autònom a Ginebra.
Després dels seus estudis, Barras i el seu amic Cédric Louis van cofundar Hélium Films. Sota aquesta productora, han coproduït i de vegades codirigit diversos curtmetratges d'animació. Moltes de les seves pel·lícules, com Land of the Heads (2008), han rebut premis i elogis de la crítica en nombrosos festivals.
Al llarg de la seva carrera, Barras va dirigir diversos curtmetratges, entre ells Le génie de la boîte de raviolis (2006). El primer llargmetratge d’animació de Barras, La vida d'en Carbassó (2016), es va presentar a la Quinzena de Directors del Festival de Cinema de Canes i va rebre nombrosos premis a festivals de cinema d'arreu del món. Suïssa va presentar la pel·lícula com a entrada en llengua estrangera per als Premis Oscar de 2017. Va ser nominada a la millor pel·lícula d'animació de l'any però no va guanyar.

## Filmografia
A més de dirigir, Barras ha coproduït moltes de les seves pel·lícules. També ha coproduït diverses altres pel·lícules, no d'ell. Això inclou La femme canon (2017), Birdz (2016), Imposter (2014), Un enfant commode (2013), i Monsieur l’assassin X (2012).

### Llargmetratges
| Any  | Títol                         | Tècnica     | Productor                                                       | Durada | Notes                                                         |
| ---- | ----------------------------- | ----------- | --------------------------------------------------------------- | ------ | ------------------------------------------------------------- |
| 2016 | La vida d'en Carbassó         | stop-motion | Rita Productions / Blue Spirit Productions / Gebeka Films / KNM | 66m    |                                                               |
| 2024 | Salvatges                     | stop-motion | Nadasdy Film / Haut et Court / Paniques!                        | 80m    |                                                               |
| tbd  | You’re Not The One I Expected | stop-motion | Frane TV Distribution / Helium Films                            | tbd    | Adaptat de Ce N’est Pas Toi Que J’attendais dey Fabien Toulmé |

### Curtmetratges
| Any  | Títol                            | Tècnica      | Productor                                                                   | Durada | Notes |
| ---- | -------------------------------- | ------------ | --------------------------------------------------------------------------- | ------ | --- |
| 2012 | Chambre 69                       | stop-motion  | Helium Films / RTS                                                          | 3m     | |
| 2010 | Zucchini                         | stop-motion  | Helium Films / Rita Productions / RTS                                       | 3m     | Pilot de La vida d'en Carbassó                                                                                    |
| 2008 | Land of the Heads                | stop-motion  | Helium Films / TSR / ONF / Animateka Lubjiana                               | 5m     | Co-dirigida amb Cédric Louis Premi del públic 2010 – Eslovènia, Festival Internacional de Cinema d'Austràlia 2009 |
| 2007 | Sainte Barbe                     | stop-motion  | Helium Films / TSR / ONF                                                    | 8m     | Co-dirigida amb Cédric Louis                                                                                      |
| 2007 | Animatou                         | 2D animation | Studio GDS / Schwizgebel / RTS Radio Télévision Suisse / Studio GDS / Luyet | 6m     | |
| 2006 | Le génie de la boîte de raviolis | stop-motion  | Helium Films / TSR                                                          | 7m     | |
| 2005 | Ice Floe                         | 2D animation | Helium Films / TSR                                                          | 6m35s  | Co-dirigida amb Cédric Louis                                                                                      |
| 2002 | Stigmates                        | 2D animation | Atelier Zérodeux                                                            | 3m30s  | |
| 1999 | Casting Queen                    | 3D animation | Ecal / Barrabas                                                             | 2m45s  | |
| 1998 | Mélanie                          | 2D animation | Ecal / Barrabas                                                             | 4m22s  | |

## Reconeixements
| Any  | Premi                                                     | Categoria                                                        | Treball nominat                  | Resultat        | Ref.  |
| ---- | --------------------------------------------------------- | ---------------------------------------------------------------- | -------------------------------- | --------------- | ----- |
| 2006 | Animatou, Festival Internacional de Cinema d'Animació     | Premi del públic Kodak, millor curtmetratge                      | Le génie de la boîte de raviolis | Guanyador       | [ 3 ] |
| 2006 | Festival Internacional de Cinema d'Austràlia              | Premi Golden Spotlight, Millor Curtmetratge                      | Le génie de la boîte de raviolis | Guanyador       | [ 3 ] |
| 2006 | Curtocircuíto                                             | Premi “Kodak 35 mm” al millor curtmetratge rodat en 35 mm        | Le génie de la boîte de raviolis | Guanyador       | [ 3 ] |
| 2006 | Festival de Curtmetratges i Animació Encounters           | Premi Nou Talent                                                 | Le génie de la boîte de raviolis | Guanyador       | [ 3 ] |
| 2006 | Festival du Film Romand in Geneva                         | Menció especial                                                  | Le génie de la boîte de raviolis | Guanyador       | [ 3 ] |
| 2006 | Festival de Cinema de Solothurn                           | Premi del públic SSA/Suissimage                                  | Le génie de la boîte de raviolis | Guanyador       | [ 3 ] |
| 2007 | Festival Europeu de Cinema Juvenil de Flandes             | Millor Curtmetratge                                              | Le génie de la boîte de raviolis | Guanyador       | [ 3 ] |
| 2015 | Festival Internacional de Cinema d'Animació d'Annecy      | Premi de la Fundació Gan per un treball en progrés               | La vida d'en Carbassó            | Guanyador       | [ 4 ] |
| 2016 | Festival de Cinema Francòfon d'Angulema                   | Valois de Diamant                                                | La vida d'en Carbassó            | Guanyador       | [ 4 ] |
| 2016 | Festival Internacional de Cinema d'Animació d'Annecy      | Premi del Públic                                                 | La vida d'en Carbassó            | Guanyador       | [ 4 ] |
| 2016 | Festival Internacional de Cinema d'Animació d'Annecy      | Premi Cristal a la millor pel·lícula                             | La vida d'en Carbassó            | Guanyador       | [ 4 ] |
| 2016 | Festival de Cinema de Canes                               | Quinzena de Cineastes                                            | La vida d'en Carbassó            | Nominat         | [ 4 ] |
| 2016 | Delémont-Hollywood                                        | Prix Opale                                                       | La vida d'en Carbassó            | Guanyador       | [ 4 ] |
| 2016 | Premis del Cinema Europeu                                 | Millor pel·lícula d'animació                                     | La vida d'en Carbassó            | Guanyador       | [ 4 ] |
| 2016 | Festival de l'écrit à l'écran                             | Premi del Públic                                                 | La vida d'en Carbassó            | Guanyador       | [ 4 ] |
| 2016 | Globus d'Or                                               | Millor pel·lícula d'animació                                     | La vida d'en Carbassó            | Nominat         | [ 4 ] |
| 2016 | Festival Internacional de Cinema de Públic Jove Ale Kino! | Premi del jurat del professorat                                  | La vida d'en Carbassó            | Menció especial | [ 4 ] |
| 2016 | Kinderfilmfestival/Institut Pitanga                       | Premi del Jurat dels Nens                                        | La vida d'en Carbassó            | Guanyador       | [ 4 ] |
| 2016 | Premi LUX del Parlament Europeu                           | Premi Lux                                                        | La vida d'en Carbassó            | Nominat         | [ 4 ] |
| 2016 | Festival Internacional de Cinema de Melbourne             | Premi del Públic                                                 | La vida d'en Carbassó            | Guanyador       | [ 4 ] |
| 2016 | Monstra Lisboa Animated Film Festival                     | Premi del Públic                                                 | La vida d'en Carbassó            | Guanyador       | [ 4 ] |
| 2016 | Monstra Lisboa Animated Film Festival                     | Grand Prix                                                       | La vida d'en Carbassó            | Guanyador       | [ 4 ] |
| 2016 | Festival Internacional de Cinema de Sant Sebastià         | Premi del públic a la millor pel·lícula europea                  | La vida d'en Carbassó            | Guanyador       | [ 4 ] |
| 2016 | Festival de Cinema de Zuric                               | Millor pel·lícula infantil                                       | La vida d'en Carbassó            | Guanyador       | [ 4 ] |
| 2017 | Premis Oscar                                              | Millor pel·lícula d'animació]]                                   | La vida d'en Carbassó            | Nominat         | [ 4 ] |
| 2017 | Anifilm                                                   | Millor llargmetratge d'animació infantil - Concurs internacional | La vida d'en Carbassó            | Guanyador       | [ 4 ] |
| 2017 | Premis César                                              | Millor pel·lícula d'animació                                     | La vida d'en Carbassó            | Guanyador       | [ 4 ] |
| 2017 | Premis Lumières                                           | Millor pel·lícula d’animació                                     | La vida d'en Carbassó            | Guanyador       | [ 4 ] |
| 2017 | Prix Walo                                                 | Millor producció de pel·lícula                                   | La vida d'en Carbassó            | Guanyador       | [ 4 ] |
| 2017 | Premi del Cinema Suís                                     | Millor pel·lícula de ficció                                      | La vida d'en Carbassó            | Guanyador       | [ 4 ] |
| 2017 | Trophées Francophones du Cinéma                           | Millor director                                                  | La vida d'en Carbassó            | Guanyador       | [ 4 ] |
| 2017 | Trophées Francophones du Cinéma                           | Millor guió                                                      | La vida d'en Carbassó            | Guanyador       | [ 4 ] |
| 2017 | Festival Mundial de Cinema d'Animació de Zagreb           | Sr. M – Premi del Públic de Llargmetratge                        | La vida d'en Carbassó            | Guanyador       | [ 4 ] |
| 2018 | Premis BAFTA                                              | Millor pel·lícula d'animació]]                                   | La vida d'en Carbassó            | Nominat         | [ 4 ] |
| 2024 | Festival Internacional de Cinema d'Animació d'Annecy      | Premi Cristal a la millor pel·lícula                             | Salvatges                        | Nominat         | [ 5 ] |
| 2024 | Festival Internacional de Cinema de Locarno               | Locarno Kids Award la Mobiliare                                  | N/D                              | Guanyador       | [ 6 ] |